# Príncep He de Changyi
Príncep de Changyi (xinès tradicional: 昌邑王賀, xinès simplificat: 昌邑王賀, pinyin: chāngyí wáng hè) (mort el 59 aEC) va ser un emperador de la Dinastia Han Occidental per 27 dies en el 74 aEC. Va ser entronitzat i deposat per un prominent estadista de la seva època, Huo Guang. Va ser omès de la llista oficial d'emperadors de la Dinastia Han. El seu nom personal era Liu He (劉賀, liú hè) i el nom d'era declarar Yuanping (元平 py. yúan píng). Ell és sovint conegut també com el Marquès de Haihun (xinès tradicional: 海昏侯, xinès simplificat: 海昏侯; literalment "Marquès de la Incompetència Marítima", un títol pejoratiu), després que va rebre el títol (creat en el 63 aEC) ell va ser deposat. Quan va ser deposat, retornà primer al seu antic principat de Changyi, però sense cap títol.